# 2017년 쓰촨성 산사태
2017년 6월 24일 새벽 5시 38분경 중국 쓰촨성 마오 현에서 산사태가 발생하였다. 이 산사태로 62여채의 가구가 매몰되고, 최소 120명 이상 실종되었다.

## 같이 보기
- 2008년 쓰촨 대지진